# KMFDM
A KMFDM német indusztriális metal/rock együttes. 1984-ben alakultak Hamburgban, 1999-ben feloszlottak, de 2002-ben újraegyesültek. A betűszó a „Kein Mehrheit für die Mitleid“ [sic!] rövidítése (jelentése kb. „nem sajnáljuk a többséget“). Tagjai később új zenei társulatokat is alapítottak.

## Tagok
Jelenleg három tagjuk van:
- Sascha Konietzko - ének, gitár, basszusgitár, szintetizátor, programozás, ütős hangszerek (1984-)
- Lucia Cifarelli - ének, billentyűk (2002-)
- Andy Selway - dobok (2002-)

## Diszkográfia
- Opium (1984)
- What Do You Know, Deutschland? (1986)
- Don't Blow Your Top (1988)
- UAIOE (1989)
- Naïve (1990)
- Money (1992)
- Angst (1993)
- Nihil (1995)
- Xtort (1996)
- Symbols (1997)
- Adios (1999)
- Attak (2002)
- WWIII (2003)
- Hau Ruck (2005)
- Tohuvabohu (2007)
- Blitz (2009)
- WTF?! (2011)
- Kunst (2013)
- Our Time Will Come (2014)
- Hell Yeah (2017)
- Paradise (2019)